# Fūlādī-ye Soflá
Fūlādī-ye Soflá är en ort i Iran.   Den ligger i provinsen Kermanshah, i den nordvästra delen av landet, 500 km väster om huvudstaden Teheran. Fūlādī-ye Soflá ligger 1 307 meter över havet och antalet invånare är 194.
Terrängen runt Fūlādī-ye Soflá är huvudsakligen kuperad, men åt nordväst är den bergig. Runt Fūlādī-ye Soflá är det ganska tätbefolkat, med 72 invånare per kvadratkilometer. Närmaste större samhälle är Javānrūd, 10,7 km öster om Fūlādī-ye Soflá. Omgivningarna runt Fūlādī-ye Soflá är i huvudsak ett öppet busklandskap.